# Пролетарское водохранилище
Пролетарское водохранилище — крупное водохранилище на юге Европейской части России. Создано в долине реки Маныч в Ростовской области, Ставропольском крае и Республике Калмыкия России. Нормальный подпорный уровень (НПУ) — 12,84 м. Площадь при НПУ — 510 км². Объём при НПУ — 2310 млн м³
Заполнение началось в 1933 году после строительства временной Ново-Манычской дамбы. В 1936 году построена плотина у станицы Пролетарской (ныне — город Пролетарск). В том же году было начато строительство Невинномысского канала, соединяющего Большой Егорлык с Кубанью. Строительство канала завершилось в 1948 году и к лету 1954 года уровень воды в Пролетарском водохранилище достиг проектной отметки, равной 11,9 м.
В результате заполнения водохранилища в 1932—1936 годах ряд озёр Кумо-Манычской впадины, в том числе и Маныч-Гудило, были затоплены и стали его составной частью.
В 1952 году разделено Ново-Манычской дамбой на два отсека — восточный и западный.
На западе граничит с Весёловским водохранилищем. Вопреки распространённому заблуждению город Пролетарск расположен в 9,5 км от плотины Пролетарского водохранилища, на берегу Весёловского водохранилища (залива Чепрак). Водохранилище пересекают автомобильный и железнодорожный мосты.
Водохранилище используется для судоходства, ирригации и рыболовства.

## Общая физико-географическая характеристика

### Западный отсек
Длина западного отсека водохранилища 19 км, ширина от 1 до 3 км. Дно плоское, глубина до 4,3 метра. Уровень воды выше, чем в восточной части. Поступление воды происходит из реки Большой Егорлык.

### Восточный отсек
Восточный отсек водохранилища по своим характеристикам состоит из трёх частей. Протяжённость западной части 43 км, ширина 1-2 км и глубина до 2 м. Центральная часть образована озером Маныч-Гудило, имеет ширину 10 км и глубину до 7 м. Восточный участок вытянут на 65 км, имеет ширину 1-6 км и имеет глубину до 2 м.

### Уровень воды
Внутригодовые и межгодовые колебания уровня воды определены притоком кубанских вод. Воды Кубани стали попадать в водохранилище, начиная с 1948 года. Максимального уровня водное зеркало достигает в апреле-мае, минимум приходится на октябрь-ноябрь. После наполнения в апреле-мае происходит снижение уровня воды. В западном отсеке водохранилища небольшой подъём уровня воды, связанный со сбросами воды из Новотроицкого водохранилища, наблюдается в августе-сентябре. Данные сбросы связаны с сезонным уменьшением расходов воды на орошение. Среднегодовая амплитуда колебаний уровней воды: 27 см — в западном отсеке; 33 см — в восточном. В 1993—1996 годах в Пролетарское водохранилище поступало по каналам 8,9-9,3 миллионов м³ воды.

### Ледовый режим
Первые ледовые явления отмечаются в среднем в первой декаде декабря. Ледостав отмечается в третьей декаде месяца. Ледостав оканчивается во второй декаде марта. Средняя продолжительность ледостава — 81-91 день, минимальная — 5-13 дней.

### Гидрохимический режим
Западному отсеку водохранилища свойственны слабосолоноватые воды (0,5 — 3,8 ‰). В восточном отсеке солёность возрастает до 20-33 ‰. С запада на восток изменяется качественный состав вод водохранилища — с сульфатно-натриевого на хлоридно-натриевый. Заполнение водохранилища первоначально способствовало опреснению водоёмов, вошедших в его состав. Однако, начиная с 1960-70-х годов, минерализация вод восточного отсека стала резко возрастать. Это было связано с сокращением объёмов подачи пресной воды (в 1960-х гг. до 300 млн м³ вместо 700), закрытием земляной насыпью Ново-Манычской дамбы, преграждающей поступление воды в восточный отсек водохранилища, другими причинами. Это привело к падению уровня воды в восточном отсеке водохранилища на 1,5 м и повышению её минерализации в центральной части до 22,0-27,0 г/л, а в некоторых районах — 33,0-35,0 г/л.

## Флора и фауна
Обводнение Маныча, постоянное в течение года заполнение ложа водохранилища водой, значительное снижение её минерализации на отдельных участках положительно повлияло на растительный и животный мир. На межплотинном участке и в местах впадения рек появились заросли тростника, возросло количество видов высших растений.
Лов рыбы ведётся на межплотинном участке, где вылавливают леща, тарань, серебряного карася, густеру, сазана, толстолобика и некоторых других рыб. Уловы невелики и снижаются. Негативное влияние оказывает значительное осолонение отдельных участков водохранилища.
Водохранилище является местообитанием значительного числа птиц. Благоприятным для водоплавающих и околоводных птиц стало появление в результате заполнения водохранилища большого количества больших и малых островов. В районе водохранилища отмечено 240 видов птиц, из которых около 130 размножаются; ряд птиц, возможно, гнездится здесь периодически, а на пролёте встречается 190 видов, в том числе такие редкие, исчезающие и уязвимые виды птиц, как чернозобая гагара (очень редкий залётный вид), розовый пеликан, кудрявый пеликан, малый баклан (изредка отмечается во время кочёвок, миграций), жёлтая цапля, колпица, каравайка, чёрный аист (отмечается во время пролётов), белый аист (изредка наблюдаются летующие и пролётные птицы), краснозобая казарка и мн. др.